# Cercopis sabaudiana
Cercopis sabaudiana är en insektsart som beskrevs av Victor Lallemand 1949. Cercopis sabaudiana ingår i släktet Cercopis och familjen spottstritar. Inga underarter finns listade i Catalogue of Life.